# 辛盖亚乡
辛盖亚乡是冰岛东北区的市镇。市镇面积为12,021平方公里，人口数量为1,393人（2023年）。
该市镇成立于2002年6月9日，由四个区域合并而成。2008年和2021年又有两个市镇并入。该市镇为冰岛面积最大的市镇，占全国总面积的12%。市镇内有冰岛第二大的桦树林。